# SNOW DANCE
「SNOW DANCE」（スノーダンス）は、1999年12月24日にリリースされたDREAMS COME TRUEの25thシングル。

## 概要
- 日本語詞曲のシングルとしては初のマキシシングル。この作品以降すべてのシングルがマキシシングルとなった。
- 「SNOW DANCE」は後に11thアルバム『monkey girl odyssey』に収録、「dragonfly」は10thアルバム『the Monster』より別バージョンでシングルカット。
- 「SNOW DANCE -a capella version-」は、後に『DREAMAGE-DREAMS COME TRUE “LOVE BALLAD COLLECTION”』に収録された。

## 収録曲
1. SNOW DANCE
  - 作詞：吉田美和、作曲・編曲：中村正人
  - DDIグループCMソング
  - 安比総合開発(株)　安比高原スキー場のプロモーション
  - ミュージックビデオが作られた（『DCT CLIPS V1』に収録）。撮影は代官山で行われ、撮影中にとんねるずの石橋貴明に遭遇した。
2. SNOW DANCE ～a cappella version～
  - 作詞：吉田美和、作曲・編曲：中村正人
3. SNOW DANCE ～acoustic version～
  - 作詞：吉田美和、作曲・編曲：中村正人
4. dragonfly ～special radio mix～
  - 作詞・作曲：吉田美和、編曲：中村正人
  - DDIグループCMソング

## 収録アルバム
SNOW DANCE
- monkey girl odyssey(2001年12月5日)
- DREAMAGE-DREAMS COME TRUE “LOVE BALLAD COLLECTION”(2003年12月17日、a capella version)
- DREAMANIA DREAMS COME TRUE 〜SMOOTH GROOVE COLLECTION〜(2004年1月9日)
- DREAMS COME TRUE GREATEST HITS "THE SOUL 2"(2009年3月21日、初回限定盤付属CD)
- DREAMS COME TRUE THE BEST! 私のドリカム(2015年7月7日)

dragonfly
- THE MONSTER -universal mix-(2001年5月9日)
- the Monster 2002:monkey girl odyssey tour special edition(2002年3月29日)